# Anyphaena lacka
Anyphaena lacka là một loài nhện trong họ Anyphaenidae.
Loài này thuộc chi Anyphaena. Anyphaena lacka được Norman I. Platnick miêu tả năm 1974.